# Siika Kelbettjeva
Siika Kelbettjeva, född den 1 december 1951 i Plovdiv i Bulgarien, är en bulgarisk före detta roddare.
Hon tog OS-brons i tvåa utan styrman i samband med de olympiska roddtävlingarna 1980 i Moskva.